# Sestřička Betty
Sestřička Betty (v anglickém originále Nurse Betty) je americká filmová komedie z roku 2000. Režisérem filmu je Neil LaBute. Hlavní role ve filmu ztvárnili Renée Zellweger, Morgan Freeman, Chris Rock, Greg Kinnear a Aaron Eckhart. Snímek měl světovou premiéru na Mezinárodním filmovém festivalu v Cannes dne 11. května 2000.

## Ocenění
Renée Zellweger získala za svou roli v tomto filmu Zlatý glóbus.

## Obsazení
| Renée Zellweger     | Betty Sizemore |
| Morgan Freeman      | Charlie        |
| Chris Rock          | Wesley         |
| Greg Kinnear        | George McCord  |
| Aaron Eckhart       | Del Sizemore   |
| Pruitt Taylor Vince | Eldon Ballard  |
| Tia Texada          | Rosa Hernandez |
| Allison Janney      | Lyla Branch    |
| Crispin Glover      | Roy Ostery     |
| Elizabeth Mitchell  | Chloe Jensen   |